# Kyrylo Fesenko
Kyrylo Fesenko (ukrainska:Кирило Фесенко), född 24 december 1986, i Dnepropetrovsk, Ukrainska SSR, Sovjetunionen, är en ukrainsk basketspelare. Fesenko är center i NBA-laget Utah Jazz.
Fesenko spelade i Ukrainas högsta serie 2003-2007, han började med att spela för BK Azovmash Mariupol, 2005 gick han till lokal konkurrenten CK Mariupol. Han nådde sedan att spela en säsong för BK Tjerkasy Monkeys innan han värvades till NBA.
Fesenko var med i Ukrainas lag vid U-18 EM i Zaragoza 2004 och U-20 EM i Moskva 2005.
Under NBA-värvningen 2007 blev han vald som nummer 38 av Philadelphia 76ers, men de överlämnade rättigheterna till Utah Jazz som skrev ett treårigt kontrakt med honom den 15 augusti 2007, kontraktet ger Fesenko totalt 24 miljoner dollar. I sin första NBA-säsong 2007/08 spelade han nio matcher och hade en genomsnittlig speltid på 7,8 minuter, 1,6 poäng och 2,8 rebounds. Han spelade det mesta av säsongen med Jazz:s farmarlag Utah Flash.